# Ne sírjatok, lányok (album)
A Ne sírjatok, lányok az Illés-együttes 1973-ban megjelent nagylemeze, gyakorlatilag a régebbi számaik újrahangszerelt változata. Ezt a lemezt tekintik a legendás összeállítású együttes búcsúlemezének. A felvétel nem az Illés együttes, hanem a KITT egylet (Koncz Zsuzsa, Illés-együttes, Tolcsvay-trió) közreműködésével készült. A hanglemez kinyitható borítóval jelent meg, az 1986-ban megjelent fehér dobozban nem szerepel. A lemez magnókazettán megjelent változata volt az első műsoros kazetta, ami Magyarországon kereskedelmi forgalomba került 1973 végén.
A Ne sírjatok, lányok nagylemez anyaga, kiegészítve más, korábban írt számokkal 2000-ben jelent meg CD-n a Hungaroton-Mambó kiadásában. Ekkor jelent meg először CD-n a Nézz rám kislemez-változata, ahol a zongora intróra nincs rákeverve beszélgetés. Valamint kizárólag itt jelent meg a Koszos kisfiú 1970-ből, aminek az eredeti szalagjai elvesztek és Galla Miklós televízióról rögzített VHS-kazettájáról vették át.

## Az album dalai
Minden dal Szörényi Levente és Bródy János szerzeménye, kivéve azok, ahol a szerzőség jelölve van.

### Eredeti kiadás (1973)
A oldal
1. Légy jó kicsit hozzám – 3:14
2. Igen – 3:13
3. Nem érti más, csak én – 4:17
4. Még fáj minden csók- 2:49
5. A bolond lány – 3:56
6. Téli álom – 3:32

B oldal
1. Miért hagytuk, hogy így legyen  (Illés Lajos – Bródy János) – 2:45
2. Nem érdekel, amit mondsz – 3:03
3. Holdfény ’69  – 4:01
4. Láss, ne csak nézz  – 3:15
5. Eltávozott nap  – 4:01
6. Ne sírjatok, lányok  3:19

### CD-kiadás (2000)
1. Légy jó kicsit hozzám – 3:14
2. Igen – 3:13
3. Nem érti más, csak én – 4:17
4. Még fáj minden csók- 2:49
5. A bolond lány – 3:56
6. Téli álom – 3:32
7. Miért hagytuk, hogy így legyen  (Illés Lajos – Bródy János) – 2:45
8. Nem érdekel, amit mondsz – 3:03
9. Holdfény ’69  – 4:01
10. Láss, ne csak nézz  – 3:15
11. Eltávozott nap  – 4:01
12. Ne sírjatok lányok  3:19
13. Protonok tánca (Illés Lajos) – 2:39
14. Séta az arany húrokon (Szörényi Levente) – 2:40
15. Little Baby (Shannon–Bennet) – 2:28
16. Bucket Seats  (Routers) – 2:08
17. Táskarádió (Fényes Szabolcs – Bacsó Péter) – 2:15
18. Nézz rám – 2:24
19. Nem volt soha senkim (Illés Lajos–S. Nagy István) – 2:36
20. Koszos kisfiú (Szörényi Levente) – 3:08
21. Kenyér és vér 4:11
22. Új világ (Illés Lajos–Bródy János) – 5:21

## Közreműködők
- Illés Lajos – zongora, csembaló, orgona, vokál
- Szörényi Levente – ének, gitár, vokál
- Szörényi Szabolcs – ének, basszusgitár, vokál
- Bródy János – ritmusgitár, vokál
- Pásztory Zoltán – dob, ütőhangszerek
- KITT egylet (Koncz Zsuzsa, Illés-együttes, Tolcsvayék és a Trió)

## Külső hivatkozások
- Információk az Illés hivatalos honlapján